# Cancã (região)
Cancã (em francês: Kankan) é uma região da Guiné. Sua capital é a cidade de Cancã. Possui 72 156 quilômetros quadrados e segundo censo de 2014, havia 1 972 537 pessoas.